# Malattia di Banti
La malattia di Banti (anche chiamata sindrome di Banti) è un termine che è stato utilizzato in passato per definire una sindrome caratterizzata da splenomegalia, ossia un aumento di volume della milza, ipersplenismo e ipertensione portale, conseguenti a una stasi venosa cronica da occlusione subclinica della vena porta.

## Storia
È stata descritta per la prima volta nel 1894 da Guido Banti (1852-1925). Gli studi sulla patologia furono continuati con successo da Ferdinando Micheli, che dimostrò che le due forme descritte da G. Banti, l'anemia splenica degli adulti e la splenomegalia primitiva con cirrosi epatica, non sono che due forme dello stesso morbo: la prima infatti è una fase della seconda. Micheli stabilì con le sue ricerche che alcune forme di splenomegalie, come quelle luetiche e quelle tromboflebitiche, non fanno parte della malattie di Banti vera e propria.

## Clinica
Si manifesta con:
- anemia e leucopenia concomitanti.
- disturbi digestivi;
- ipertensione portale;
- grave e catastrofica cirrosi epatica, anche a distanza di anni.

## Diagnosi
Per diagnosticare tale sindrome bisogna verificare la presenza di una patologia epatica o di un fatto trombotico a carico della vena splenica.

## Terapia
La terapia comporta un intervento chirurgico di splenectomia, ovvero l'asportazione della milza.